# Dolheștii Mici, Suceava
Dolheștii Mici este un sat în comuna Dolhești din județul Suceava, Moldova, România. Centrul satului este străbătut de râul Șomuz.
 Acest articol despre o localitate din județul Suceava este deocamdată un ciot. Puteți ajuta Wikipedia prin completarea lui.